# راج کپور
راج کپور (۱۴ دسامبر ۱۹۲۴ – ۲ ژوئن ۱۹۸۸) با نام اصلی شریشتی نات کپور یکی از بزرگ‌ترین ستارگان سینمای هند بود.

## زندگی شخصی

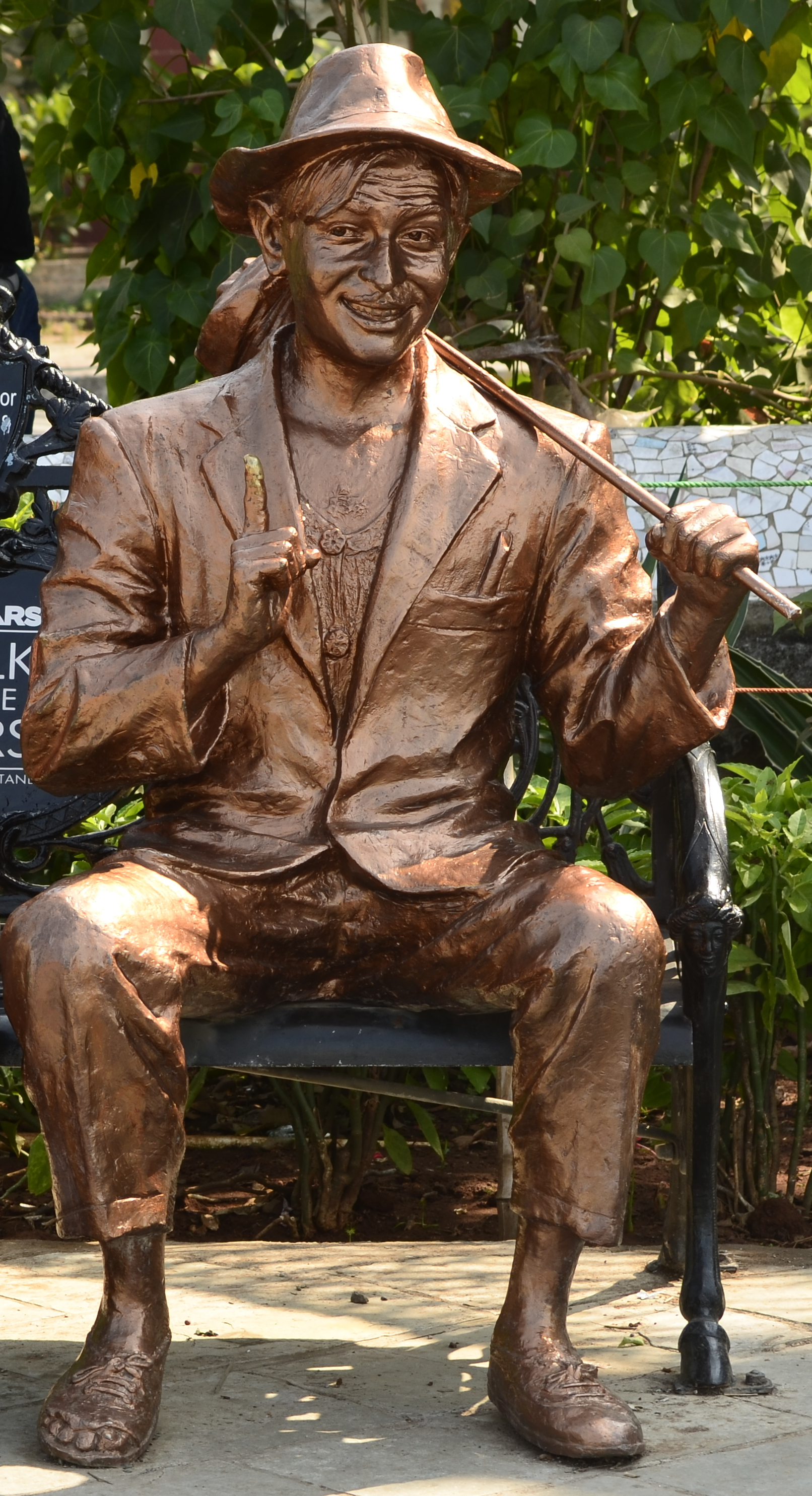
مجسمه یادبود راج کپور در پیاده‌روی ستارگان بمبئی.

راج کپور ۱۴ دسامبر ۱۹۲۴ در پیشاور در راج بریتانیا زاده شد که امروز بخشی از پاکستان است. او در مه ۱۹۴۵ درحالی‌که ۲۰ سال داشت با کریشنا مالهوترای ۱۴ ساله ازدواج کرد. کریشنا راج کپور (مالهوترا) خواهر بازیگران بالیوود پریم ناث، راجندرا ناث و نارندرا ناث بود. راج و کریشنا صاحب ۵ فرزند (۳ فرزند پسر به نام‌های راندهیر، ریشی و راجیو و ۲ فرزند دختر به نام‌های ریتو و ریما) شدند. راج کپور ۲ ژوئن ۱۹۸۸ به دلیل ایست قلبی در دهلی نو درگذشت.

## زندگی حرفه‌ای
فیلم آتش (۱۹۴۸) نخستین فیلمی بود که وی تهیه و کارگردانی کرد و خود در سن ۲۳ سالگی با نرگس دات، کامینی کوشال و نگار سلطان در آن بازی کرد. باران یک سال بعد به نمایش در آمد. هنگام تولید این دو فیلم، راج توجه شماری از هنرمندان از جمله دو آهنگساز به نام‌های شنکر و جی کیشن، دو شاعر به نام‌های شنکرداس کیسری لال شیلندر و حسرت جیپوری (اقبال حسین)، دو خواننده به نام‌های موکش و لاتا، دو فیلمنامه‌نویس به نام‌های خواجه احمد عباس و وی.پی. ساته (V.P. Sathe)، یک فیلمبردار به نام رادهو کارماکار (Radhu Karmakar)، یک کارگردان هنری به نام ام.آر. آچرکر (M. R. Acharekar) و یک صدا بردار به نام علاءالدین خان (Allauddin Khan Qureshi) را به خود جلب کرد. هنر این گروه در شمار زیادی از کارهای هنری راج کپور بازتاب می‌نماید.
در سال ۱۹۵۱ راج فیلم آواره را تولید کرد. این فیلم نه تنها در هند یک موفقیت بزرگ بود و به عنوان بهترین فیلم سال شناخته شد بلکه در کشورهای جنوب آسیا، چین و کشورهای شرق و میانه اروپا نیز یک فیلم موفق بود.
رنگ سفید طلسم هنری راج بود و تمام قهرمانان زن فیلم‌های خود را با این رنگ آرایش می‌داد و بدینسان از آنان شخصیتهای برجسته سینمایی خلق می‌کرد. بسیاری از همکاران زن وی نیز ترجیح می‌دادند که لباسهای سفید رنگ بپوشند. از جمله لاتا منگشکر و سیمی گروال و همچنین همسر وی، کریشنا راج در زمینه‌های زیاد دیگری نیز پیشاهنگ بود. بخش زیادی از نخستین فیلم‌های وی از جمله فیلم باران با کشمیر به عنوان مناظر زیبای صحنه، سنگام با لوکیشن‌های اروپایی و اسم من دلقک با بازیگران روسی و سیرک به خوبی فیلمبرداری شدند. راج فیلم اسم من دلقک را در حقیقت به عنوان هدیه متقابلی برای روسها که در میان آنان محبوبیت زیادی داشت و بسیاری از آنان نام او را با افتخار برای فرزندان خود انتخاب می‌کردند، تولید و تهیه نمود.
راج علاوه بر اینکه یک تهیه‌کننده، کارگردان و هنرپیشه برجسته و موفقی بود، دارای مهارت در تمام بخش‌های فیلم‌سازی نیز بود. او فیلم‌نامه آتش را به همراه رام آناند ساگر به رشته تحریر درآورد. او علاوه بر رسیدگی و تهیهٔ تقریباً تمام فیلم‌های خود، حتی داستان فیلم رام، گنگا تو ناپاک است را خود به تنهایی نوشت که بعد از اکران به عنوان پرفروشترین فیلم سال معرفی گردید و همچنین این فیلم یکی از پرفروشترین فیلم‌های تاریخ سینمای هند نیز شناخته شد.
اهدای جایزه دادا صاحب در سال ۱۹۸۸ برای آثار وی شهرتی بی‌سابقه را برای راج نه تنها در هند و روسیه بلکه در چندین کشور دیگر که شمار زیادی جوایز و افتخارات را به وی اهدا نمودند، به ارمغان آورد.

## راج کپور درجوایز فیلم‌فیر
- جایزه بهترین فیلم برای واکس در سال ۱۹۵۳
- جایزه بهترین بازیگر نقش اول مرد برای فیلم ساده لوح در سال ۱۹۵۹
- جایزه بهترین فیلم برای در سرزمینی که گنگا جاری است در سال ۱۹۶۱
- جایزه بهترین بازیگر نقش اول مرد برای فیلم در سرزمینی که گنگا جاری است در سال ۱۹۶۱
- جایزه بهترین کارگردان برای فیلم سنگام در سال ۱۹۶۴
- جایزه بهترین تدوین برای فیلم سنگام در سال ۱۹۶۴
- جایزه بهترین کارگردان برای فیلم اسم من دلقک در سال ۱۹۷۱
- جایزه بهترین کارگردان برای فیلم بیمار عشق در سال ۱۹۸۲
- جایزه بهترین تدوین برای فیلم بیماری عشق در سال ۱۹۸۲
- جایزه بهترین کارگردان برای فیلم رام، گنگا تو ناپاک است در سال ۱۹۸۵

راج کپور و فیلم‌هایش همچنین موفق به دریافت ۹ جایزه از جشنواره بین‌المللی فیلم هند و بیش از ۳۰ جایزه از دیگر جشنواره‌های داخلی و خارجی از جمله جشنواره کن شده‌اند.
راجندرا کومار می‌گوید: هیچ‌کس راج کپور دیگری نخواهد شد چون هیچ‌کس نمی‌تواند راج کپور دیگری بشود

## فیلم‌شناسی
فهرست برخی از فیلم‌هایی که راج کپور در آن‌ها به ایفای نقش پرداخته است:
- نیلوفر آبی (۱۹۴۷)
- ملکه قلب‌ها (۱۹۴۷)
- زندان سفر (۱۹۴۷)
- چیتور ویجی (۱۹۴۷)
- گوپینات (۱۹۴۸)
- آتش (۱۹۴۸)
- روزهای طلایی (۱۹۴۹)
- سبک (۱۹۴۹)
- تغییر (۱۹۴۹)
- باران (۱۹۴۹)
- چشم‌های مشتاق (۱۹۵۰)
- داستان (۱۹۵۰)
- آواره (۱۹۵۱)
- بی‌وفا (۱۹۵۲)
- آشیانه (۱۹۵۲)
- آسمان (۱۹۵۲)
- آنهونی (۱۹۵۲)
- نغمه (۱۹۵۳)
- آه (۱۹۵۳)
- واکس (۱۹۵۴)
- آقای ۴۲۰ (۱۹۵۵)
- بیدار بمان (۱۹۵۶)
- مخفیانه (۱۹۵۶)
- شارادا (۱۹۵۷)
- تربیت (۱۹۵۸)
- دوباره صبح خواهد شد (۱۹۵۸)
- من مست هستم (۱۹۵۹)
- ساده‌لوح (۱۹۵۹)
- کانهایا (۱۹۵۹)
- دو استاد (۱۹۵۹)
- چهار قلب، چهار راه (۱۹۵۹)
- آقای راستگو (۱۹۶۰)
- چالیا (۱۹۶۰)
- کشوری که گنگ در آن جریان دارد (۱۹۶۰)
- نگاه (۱۹۶۱)
- عاشق (۱۹۶۲)
- یک دل صد افسانه (۱۹۶۳)
- این فقط قلب است (۱۹۶۳)
- عروس داماد (۱۹۶۴)
- سنگام (۱۹۶۴)
- سه قسم (۱۹۶۶)
- سراسر جهان (۱۹۶۷)
- دیوانه (۱۹۶۷)
- تاجر رؤیا (۱۹۶۸)
- کشور من دین من است (۱۹۶۸)
- نام من ژوکر است (۱۹۷۰)
- دیروز (امروز و فردا (۱۹۷۱)
- بابی (۱۹۷۳)
- دو جاسوس (۱۹۷۵)
- حلال و حرام (۱۹۷۵)
- دوست خان (۱۹۷۶)
- طلای نقره‌ای (۱۹۷۷)
- کار (۱۹۷۸)
- حقیقت، خدا و زیبایی (۱۹۷۸)
- عبدالله (۱۹۸۰)
- گوپیچاند جاسوس (۱۹۸۲)
- بیمار عشق (۱۹۸۲)
- وکیل بابو (۱۹۸۲)
- رام، گنگا تو ناپاک است (۱۹۸۵)